# 楢崎皐月
楢崎 皐月（ならさき さつき、或いは「ならさき こうげつ」、 1899年5月9日 - 1974年7月31日）は、日本の物理学者・電気技術者、疑似歴史家。
カタカムナ文字という古代文字の文献を発見・解読したと主張し、「カタカムナ文明」と称する超古代文明の科学について論じた。一部で天才的な科学者と称賛されたが、学界からは評価されておらず、存在自体あまり知られていない。その常識とかけ離れた広範な研究は、一部を除いてほとんど評価されておらず、彼の発想全体を誇大妄想と考える人も少なくない。経営コンサルタントでオカルティストの船井幸雄が注目し、楢崎がカタカムナ文献の内容として説いた「イヤシロチ」に度々言及したことで、現在でも一部で知られている。

## 来歴
楢崎に関する資料は限られており、経歴の情報は、楢崎と弟子たちのグループの同人誌「相似象学会誌 相似象」に拠るところが大きい。
母方の祖父・楢崎寛直は旧長州藩士で、松下村塾の出身者だった。長野県令を辞任し、大審院判事を務めた後、北海道の開拓事業に参加した。娘を友人の息子の丹野軍治に嫁がせた。楢崎家のある山口県東荻で、1899年5月9日皐月が誕生。北海道に戻ってから出生届を出したため、書類上は小樽出生となっている。北海道札幌市で育った。楢崎寛直に息子がいなかったことから、丹野軍治が後を継ぐことになり、丹野皐月も楢崎皐月となる。兄と妹がいた。
中学校卒業後、兄と同じ東北帝大への進学を目指して上京したが、受験時にトラブルで遅刻して失格となり、1917年もしくは1918年に日本電子工業の電気の専門学校に入学した。日本石油と契約を結び、20代で特殊絶縁油を開発し、事業化した。兄と共に雷の研究を行っていたが、兄は実験で死去したという。大日本炭油で亜炭を原料とする人造石油精製の研究を行い、これが軍に評価されたことで満洲に渡り、日本軍の製鉄に関わる技術職に従事する。ここでの経験から、製鉄の出来不出来と、溶鉱炉のある場所の周囲の植物の状態に関係があることに気が付き、土地の環境（イヤシロチ等）に興味を持った。また、1944年に老子廟で蘆有三導師という人物と出会い、老子の思想と蘆有三の博識さ、神秘性に触れて感銘を受け、上古代の日本に「アシヤ族」という高度な文明を築いた民族がおり、「八鏡の文字」を使って様々な技術を開発し、これが神農によって日本から中国に伝えられ、中国文明の元になったと教えられ、常識とかけ離れた話であったが、蘆有三を尊敬していた楢崎はこれを信じた。
終戦後、職を失った陸軍系の技術者たちを支援した星製薬社長の星一の援助で、日本のために密かに研究を行う「化成会」という科学者グループを結成した。星製薬内に「重畳波研究所」を設立し、様々な研究を行う。「植物が茂り、人が長生きする優れた土地は高電位である」という考えに基づき、土地の電位分布を利用し土地を良化する農法は「植物波農法」としてまとめられ、1950年から指導された。右翼や左翼と結びつくこともあり、ある程度の広まりを見せたとされるが、国の方針との対立や、農薬や化学肥料の広まりで、短期間で頓挫してしまったという。
1974年7月に、呼吸困難または老人性結核で死去。

## 研究内容
戦後の食糧難を解消するための農法の研究として、全国の電位分布実測調査を行ううち、1949年か1950年、または1955年か1956年（娘談）に、兵庫県六甲山山系の金鳥山（俗称:狐塚付近）での生活中に、カタカムナ神社の宮司の平十字と名乗る人物と出会い、カタカムナ文字とされる巻物と出会ったという。楢崎はこれを、蘆有三に教えられたアシヤ族の「八鏡の文字」で書かれたものではないかと直感し、大学ノートに書写したとされる。つまり、カタカムナ文字の文献の原本の存在は知られていない。
1960年代中盤以降に、カタカムナ文字を解読したという研究内容について、著書に記述し始める。このカタカムナ文献は、他の超古代文書とされるものと異なり科学書と呼べるような内容とされており、原子転換や、何事も良い方向に向かわせる力を持った土地「イヤシロチ」についても書かれているという。楢崎はカタカムナ文献を重視し、イヤシロチを土地の電位測定などで研究し、土地のイヤシロチ化の研究も行った。カタカムナ文献の研究の後継者として、晩年の1969年に宇野多美恵を見出し、宇野を中心とする宇野天然会が、1970年に会員制の雑誌として「相似象学会誌 相似象」を発行した。楢崎は本誌発刊に当たり過去の著述、講演をすべて破棄し、以後本誌以外に発表しないことを決め、弟子たちにも、カタカムナの研究の発表は本誌に限るよう命じたという。
「相似象学会誌 相似象」は会員に配布され、内容も難解であり、あまり知られていなかったが、1993年に深野一幸が『超科学書「カタカムナ」の謎』で「相似象学会誌 相似象」の既刊10号までの内容を整理し、分かりやすく紹介し、一部で知られるようになった。井戸勝富が1991年に「静電三法 技術専修員用テキスト」を復刻・出版した。経営コンサルタントでオカルティストの船井幸雄が、1960年頃に楢崎の理論に接してイヤシロチという言葉を知り、深野一幸、井戸勝富の著作から楢崎の主張を知って感銘を受け、著作で楢崎を「天才科学者」として紹介し、イヤシロチ論を船井流に解釈して展開した。

## 著作
- 『炭油』大日本炭油工業、1940年
- 「人造液體燃料の構想(其一 - 三) 」「鉱業評論」12 収録。鉱業之日本社、1941年
- 「静電三法 技術専修員用テキスト」(植物波農法、物質変成法、人体波健康法) 、1957年（昭和32年）の講座のテキストと思われる[14]。
  - 『静電三法 : 植物波農法・物質変性法・人体波健康法』 電子物性総合研究所、1991年
  - 『静電三法』 シーエムシー技術開発、2006年

## 関連資料
- 相似象学会誌 全26巻（特集号1冊、別冊9冊含む） 相似象学会 発行 / 宇野多美恵 発行人。執筆の大部分が宇野多美恵によると思われる[11]。楢崎生存中の発行は第7号までで、そこまでの大半は「楢崎述、宇野記」となっている[11]。2004年まで刊行された。